# Schismatorhynchos nukta
Schismatorhynchos nukta är en fiskart som först beskrevs av Sykes, 1839.  Schismatorhynchos nukta ingår i släktet Schismatorhynchos och familjen karpfiskar. IUCN kategoriserar arten globalt som starkt hotad. Inga underarter finns listade i Catalogue of Life.